# Vladislavci
Vladislavci est un village et une municipalité située dans le comitat d'Osijek-Baranja, en Croatie. Au recensement de 2001, la municipalité comptait 2 124 habitants, dont 79,99 % de Croates, 9,13 % de Magyars et 8,10 % de Serbes ; le village seul comptait 1 239 habitants.

## Localités
La municipalité de Vladislavci compte 3 localités :
- Dopsin
- Hrastin
- Vladislavci